# Claretta Cerio
Claretta Cerio (* 22. April 1927 auf Capri als Claretta Wiedermann; † 26. August 2019) war eine italienische Schriftstellerin und die zweite Ehefrau des Schriftstellers Edwin Cerio (1875–1960).

## Leben
Leben und Werk kreisten um die Insel Capri. Ihr Großvater, der Maler August Weber aus München, hatte sich gegen 1880 auf Capri niedergelassen, eine Capresin geheiratet und eine Pension eröffnet. Clarettas deutsch-italienische Mutter heiratete einen Deutschen von Sylt. In ihren Erinnerungen „Mit Bedenken versetzt“ beschrieb Claretta Cerio ihre Kindheit zwischen den beiden Inseln Capri und Sylt und ihren Besuch der deutschen Schule in Rom während des Zweiten Weltkriegs.
Nach dem Abitur studierte Cerio Philologie an der Universität Neapel und promovierte über das Thema „Capri in der deutschen Literatur“. Entscheidend für ihren Werdegang wurde die Begegnung mit Edwin Cerio. Cerio, Autor zahlreicher Bücher zur Geschichte Capris und dessen zeitweiliger Bürgermeister, stand im Mittelpunkt des künstlerischen Lebens der Insel. 1953 heirateten die beiden. In verschiedenen Büchern beschrieb Claretta die internationale Künstlerszene auf Capri. Daneben verfasste sie Romane, Kriminalgeschichten und Texte für Fotobücher über die Insel. Die meisten Bücher entstanden in deutscher Sprache.
Seit 1970 lebte Claretta Cerio in der Toskana. Sie starb am 26. August 2019.

## Werke
- Capri. Zusammen mit Yvonne Meyer-Lohr und Umberto D’Aniello (Fotograf), Prestel Verlag München 2007, ISBN 978-3-7913-3864-4
- Sehnsucht nach Capri. Orbis Verlag, München 2000.
- Im Lichte der Toskana. Harenberg Verlag Dortmund 1992
- Der Nanno stirbt und andere Kriminalgeschichten. Rowohlt, Reinbek bei Hamburg 1984, ISBN 3-499-42663-3.
- Arietta di Capri. Erzählungen. Brockhaus, Wiesbaden 1981, ISBN 3-7653-0323-2.
- Mit Bedenken versetzt. Autobiografie. Schneekluth, München 1981, ISBN 3-7951-0648-6.
- Blut im Chianti. Kriminalstories. Rowohlt, Reinbek bei Hamburg 1979, ISBN 3-499-42493-2.
- Rom und deine Liebe. Roman. Schneekluth, München 1977, ISBN 3-7951-3010-7.
- Einen heissen Sommer lang. Roman. Schneekluth, München 1974, ISBN 3-7951-0270-7.
- Chrysanthemen auf Capri. Kriminalroman. Schneekluth, München 1970, ISBN 3-7951-0202-2.
- Mein Capri. Mareverlag, Hamburg 2010